# Rio Pontal
O Rio Pontal é um curso d'água que banha o estado de Pernambuco. Sua nascente está localizada na Serra dois irmãos no extremo oeste de Pernambuco, entre os limites dos estados do Piauí e Bahia, no município de Afrânio. É um afluente da margem esquerda do Rio São Francisco.
A área de sua Bacia hidrográfica mede 6.157,56 km², o que corresponde a 6,22% da área total de Pernambuco, envolve quatro municípios Petrolina, Afrânio, Dormentes e Lagoa Grande, dos quais apenas o município de Afrânio está totalmente inserido na bacia.